# Renjith Maheswary
Renjith Maheśwary (en malayalam : രഞ്ജിത്ത് മഹേശ്വരി, né le 30 janvier 1986 à Kottayam) est un athlète indien, spécialiste du triple saut.

## Biographie
Maheśwary, son matronyme, se prononce Maheshwary, il est donc généralement désigné par son nom Renjith.
En 2007, il s'impose lors des Championnats d’Asie à Amman, avec un saut à 17,19 m (vent favorable).
Son meilleur saut est de 17,07 m, record national, réalisé lors des Jeux du Commonwealth de 2010, où il prend la 3e place.
Il représente l'Asie-Pacifique à la Coupe continentale d'athlétisme 2010. Il a participé aux Jeux olympiques à Pékin.
Le 7 juillet 2013, il remporte la médaille d'argent, à un cm du vainqueur Cao Shuo, lors des Championnats d'Asie à Pune.
Après avoir participé aux Jeux de Pékin et à ceux de Londres, Renjith se qualifie aussi pour ceux de Rio, lors de la dernière compétition possible, à Bangalore. Souvent critiqué pour avoir manqué complètement ses deux dernières compétitions majeures, les Championnats du monde 2011 à Daegu et les Jeux de Londres, en n'y obtenant aucune marque, c'était pourtant le seul athlète indien à avoir franchi à trois reprises la limite de 17 m, en plus de son 17,19 m avec vent favorable lors des Championnats d'Asie 2007 à Amman, mais il n'était plus recordman depuis le record d'Arpinder Singh en 2014 et son 17,17 m. Son dernier meilleur saut avait été obtenu à Chennai avec 16,98 m, en 2013. Son meilleur saut de la saison 2016 était de 16,56 m seulement. Son troisième essai lors de l'Indian Grand Prix lui donne 16,93 m et le minima olympique, avant qu'il ne saute, lors du quatrième essai, 17,30 m, aidé par un vent de 1,8 m/s, nouveau record national et troisième meilleure marque mondiale de la saison

### Palmarès
| Année | Compétition                  | Lieu      | Résultat | Marque  |
| ----- | ---------------------------- | --------- | -------- | ------- |
| 2006  | Jeux asiatiques              | Doha      | 4e       | 16,54 m |
| 2007  | Championnats d’Asie          | Amman     | 1er      | 17,19 m |
| 2009  | Championnats d'Asie          | Guangzhou | 4e       | 16,48 m |
| 2010  | Jeux du Commonwealth         | New Delhi | 3e       | 17,07 m |
| 2010  | Coupe continentale           | Split     | 7e       | 16,69 m |
| 2010  | Jeux asiatiques              | Guangzhou | 4e       | 16,76 m |
| 2013  | Championnats d'Asie          | Pune      | 2e       | 16,76 m |
| 2014  | Jeux asiatiques              | Incheon   | 9e       | 15,67 m |
| 2014  | Coupe continentale           | Split     | 8e       | 15,91 m |
| 2016  | Championnats d'Asie en salle | Doha      | 2e       | 16,16 m |

### Records
| Épreuve     | Épreuve      | Performance         | Lieu      | Date            |
| ----------- | ------------ | ------------------- | --------- | --------------- |
| Triple saut | En plein air | 17,30 m (+ 1,8 m/s) | Bangalore | 11 juillet 2016 |
| Triple saut | En salle     | 16,16 m             | Doha      | 20 février 2016 |